# Alexandra Ungureanu

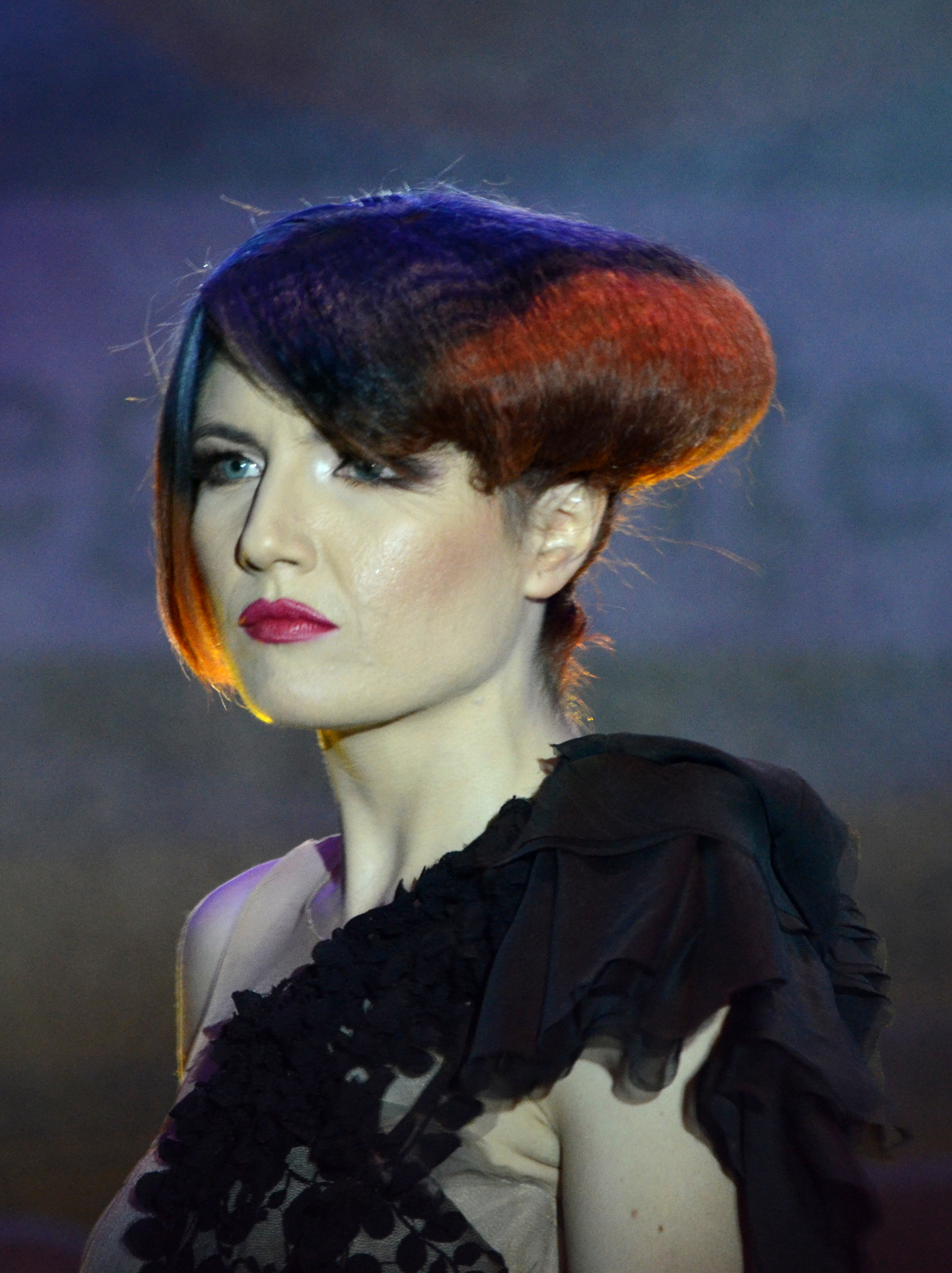

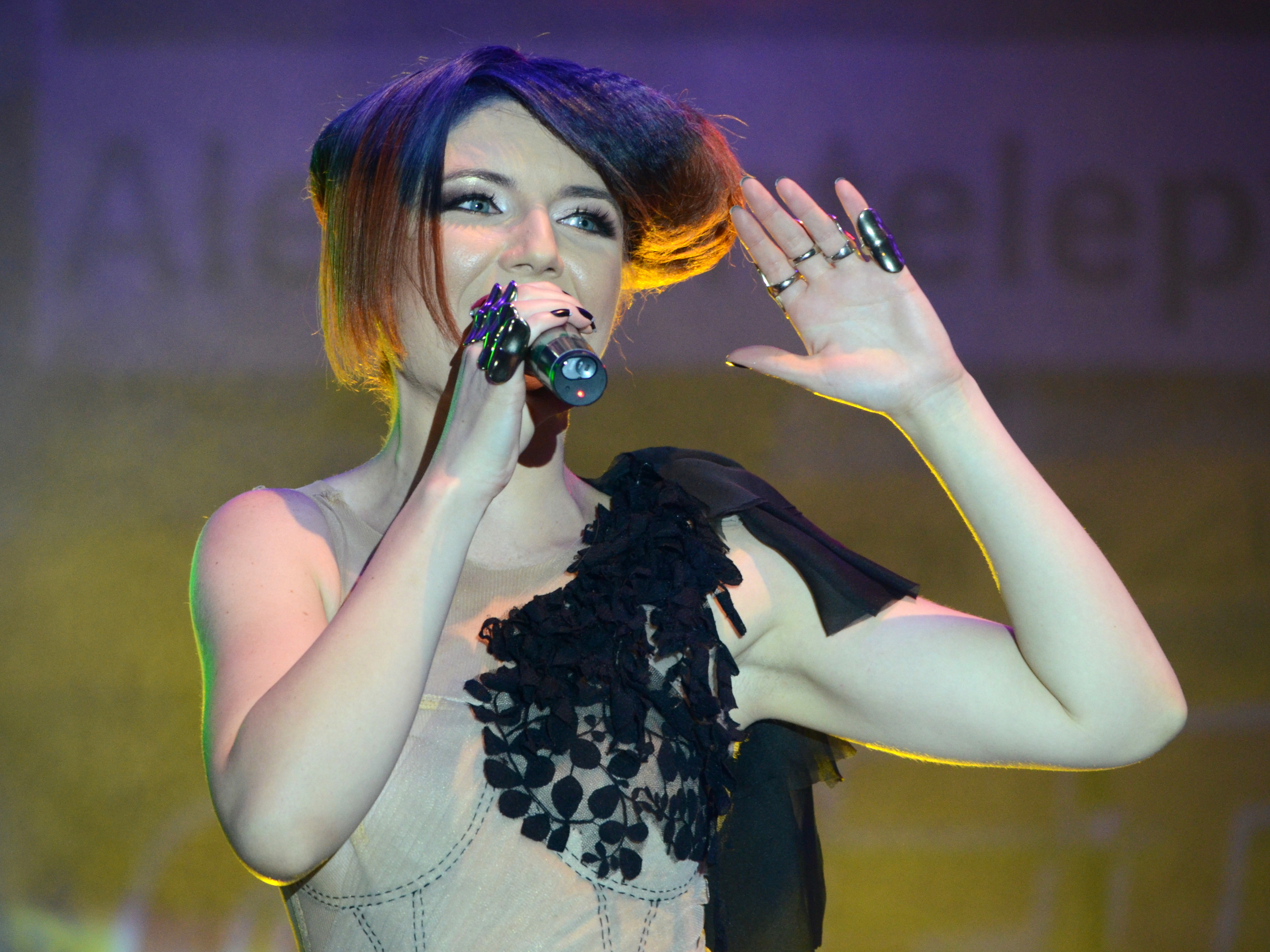

Alexandra Ungureanu (n. 28 decembrie 1981, Gheorghe Gheorghiu-Dej, Bacău, România) este o cântăreață română. 

## Biografie
La vârsta de șase ani a început să ia lecții de canto și de pian, iar în adolescență a urmat cursuri de chitară. Ulterior, Alexandra a participat la diverse concursuri de muzică pentru copii, în cadrul cărora a obținut rezultate remarcabile. Treptat, ea și-a format un repertoriu, cu piese compuse pentru ea de: Dinu Giurgiu, Ionel Tudor, Adrian Despot, Marius Țeicu sau Cornel Ilie și a participat la diverse emisiuni televizate.
Începând cu anul 2001, ea a colaborat alături de formația Sistem, pentru care a înregistrat vocea principală a unor melodii precum: „Emoții”, „Senzații” sau „Departe de tine”. În 2003, Ungureanu obține locul al treilea la Selecția Națională pentru concursul muzical Eurovision, cu piesa „Make this love come true”, și a reprezentat România la festivalul Cerbul de Aur. 
În 2004, interpreta a concertat în douăsprezece orașe mari ale României alături de formații precum: Holograf, Vița de Vie sau Taxi. În toamna aceluiași an, Ungureanu a semnat un contract împreună cu grupul de muzică house/dance„Crush", pentru a deveni vocea principală a formației. În această formulă, proiectul a produs două albume de studio: Crush + Alexandra Ungureanu (2005) și Hello (2007).
În 2009 și 2010, a fost jurat împreună cu George Hora și Smiley pentru concursul „Be a Disney Channel star" (Fii o vedetă a canalului Disney) pe canalul Disney Channel România.
În 2020 a participat la Bravo, ai stil!, ajungând în finală, unde a câștigat cu 50,3% în fața lui Theo Rose, care a obținut 49,7%.
Ea a devenit gazda emisiunii „DUET cu Alexandra Ungureanu" pe noua stație Kanal D2 începând de vineri, 7 aprilie.

## Music in pROgress
Este un proiect pop-simfonic „Alexandra Ungureanu & Nora Denes Symphonical" .
«A plecat de la o discuție între prieteni, un „brainstorming", și am ajuns la un proiect în care au fost implicați în jur de 30 de oameni (producător, orchestrator, instrumentiști, regizor, oameni de studio, echipa video). Pentru ca un proiect de genul acesta să-și atingă scopul, a fost foarte importantă rescrierea pieselor comerciale pentru partitura clasică... și pentru rafinamentul pieselor din„Music in pROgress", trebuie să-i mulțumesc Norei Denes. Mă bucur că am putut relua și una dintre piesele pe care le-am cântat la început de carieră, o piesă cu o stare specială pentru mine, Lumea Visează. Filmările au avut loc în jud. Maramureș, în special în Baia Mare și în împrejurimi. Făcând prospecția în vederea filmărilor, am descoperit locuri uimitor de frumoase, dar nu foarte cunoscute, precum Lacul Albastru. Ne-am dorit să dăm și această dimensiune turistică proiectului» – interviul Alexandrei Ungureanu la„EuropaFM", 2015